# Cijfers en Letters

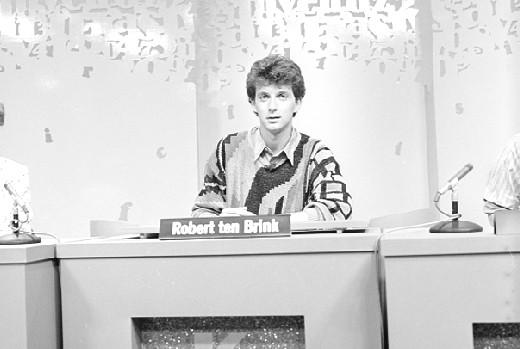
Presentator Robert ten Brink in de jaren tachtig.

Cijfers en Letters is een spelprogramma op televisie. Het programma is een quiz die bestaat uit twee onderdelen, een rekenkundig gedeelte (Cijfers) en een taalkundig gedeelte (Letters). Het programma is van origine Frans met als bedenker Armand Jammot en verscheen in 1972 daar voor het eerst op televisie, onder de titel Des Chiffres et des Lettres, nadat al vanaf 1965 onder de titel Le mot le plus long de letterronden op televisie verschenen. In augustus 2024 stopte het programma daar na 52 jaar. In het Verenigd Koninkrijk is het programma sinds 1982 te zien onder de naam Countdown.

## Cijfers
Bij het onderdeel Cijfers liggen in vier verschillende rijen een aantal tegels met getallen erop (getallen tot tien, en de eerste vier veelvouden  van 25). Om de beurt noemen de kandidaten een rij, waarop een assistent van de presentator van die rij een willekeurige tegel neemt. Wanneer er zes getallen getrokken zijn, draait de assistent drie rollen met daarop verschillende cijfers, waardoor een getal van drie cijfers wordt gevormd (100 - 999). De kandidaten moeten proberen met de getrokken getallen dit getal te verkrijgen door ze te combineren met de elementaire rekenkundige bewerkingen. De kandidaat die het gezochte getal het dichtst benadert wint. In het Franse origineel heette dit onderdeel Le compte est bon.
Voorbeeld :
Getallen : 6, 10, 25, 75, 5, 50
Uitkomst : 728
Oplossing : 75 * 10 - ( ( 6 + 5 ) * ( 50 / 25 ) ) = 750 - ( 11 * 2 ) = 750 - 22 = 728

## Letters
Bij het onderdeel Letters worden acht of negen willekeurige letters getrokken; de deelnemers vragen daartoe om beurt een klinker of medeklinker aan. Na het trekken van de letters, krijgen de deelnemers een bedenktijd waarin ze proberen een zo lang mogelijk woord te vormen met deze letters. De winnaar is de kandidaat met het langste woord. In het Franse origineel heette deze ronde Le mot le plus long, deze werd eerder vanaf 1965 uitgezonden.

## Lokale versie

### Vlaanderen
In Vlaanderen werd het programma uitgezonden in de beginjaren van de commerciële zender VTM, van 1989 tot 1993. De eerste uitzending was op 2 februari 1989. Het werd gepresenteerd door Zaki met als assistenten Walter De Meyere voor het cijfergedeelte en Carine Van de Ven voor het lettergedeelte. Toen ontstonden er ook twaalf plaatselijke Cijfers- en Lettersclubs. De meeste zijn na enkele jaren gestopt. De belangstelling verminderde vlug nadat de uitzendingen bij VTM stopten. Zeker één bloeiende club speelt in 2023 nog om de veertien dagen in Brugge sedert 11 september 1992 onder de naam "Simon Stevin".
Er werd ook een jeugduitzending gemaakt op VTM met Stany Crets als presentator en Murielle Dubrul en Albert Dendooven als assistenten. Deze jeugdversie werd op woensdagnamiddag uitgezonden gedurende 26 weken.

### Nederland
De Nederlandse versie van het programma werd uitgezonden door de KRO tussen 1975 en 1988. In de quiz speelden twee kandidaten tegen elkaar. De quiz werd onder andere gepresenteerd door Han van der Meer, Maartje van Weegen, Robert ten Brink en Bob Bouma. Wim Huygen was rekenkundig deskundige bij het onderdeel Cijfers. De cijfers moesten handmatig door de assistente (Maud Krabbendam) in beweging worden gebracht en kwamen dan in een bepaalde volgorde tot stilstand. Henri Knap was de taalkundig deskundige bij het onderdeel Letters. Hij werd bij twijfel en voor wetenswaardigheden geraadpleegd. Andere deskundigen die na Knap aan het programma deelnamen waren Riemer Reinsma (1941-2022), Sietze Dolstra en Hans van den Bergh. 

## Trivia
In 2013 werd een remake gemaakt door Koefnoen van een aflevering van Cijfers en Letters uit 1980.
Een van de meest indrukwekkende oplossingen in het onderdeel Cijfers kwam van James Martin in een aflevering van Countdown uit 1997:
Getallen: 25, 50, 75, 100, 3, 6
Uitkomst: 952
Oplossing: (((100 + 6) × 3 × 75) − 50) / 25 = ((318 × 75) − 50) / 25 = 23.800 / 25 = 952